# 六道
六道，又名六趣（趣通趋，意为趋向的轮回道及环境）、六凡、六途或轮回六道等，佛教名詞，意指六種欲界、色界及無色界眾生的種類型態或者說是境界，也是在凡夫众生轮回之道途，它是佛教宇宙觀的一部份。六道（六凡）屬於十法界（十界），和四聖合稱為“四聖六凡”。
六道可分為三善道和三恶道（又称三途、三恶趣）。三善道為天、阿修罗、人； 三恶道為畜生、饿鬼、地狱。早期經論說五道，是指除了阿修羅以外的五種眾生，阿修羅被視為天道或鬼道，阿修羅也是一種神靈，因為好勇鬥狠，能與天神爭鬥。阿修罗雖為善道，擁有神通法力，因德不及天，故又曰非天；以其有憤恨之苦，尚甚于人，故有時被列入三恶道中，合称為四恶道。
四生和六趣（趨）在漢傳佛教合稱生趣。因欲界爲欲界天人、阿修罗、人、畜生、餓鬼、地獄这六道众生杂居之地，故也可以欲界代指六道的境界。
三界和六道的關係是這樣的：除了天道外的五道皆屬欲界，而天道中的一部份也屬於欲界，但其他部分則分屬於色界和無色界。

## 經典出處
佛經常說到五道或六道。如：
- 《法华经》：“六道众生生死所趣。”
- 《观佛三昧经》：“轮回六趣，如旋火轮。”
- 《輪轉五道罪福報應經》：“因緣合會誰為親，五戒十善除去瞋，不望他許自為親，世間榮樂如浮雲。輾轉五道如車輪，莫計壽命惜金銀，天地尚壞何況身，奉持經戒是大珍。勿貪財色辱悞人，三界眾生如群羊，來去五道身壞傷，命速流水何有常。作惡甚近受罪長，泥犁地獄沸鑊湯，制心剛意離禍殃，犯罪入中痛難當。”

## 流转机制
六道是生命轮回的六种分类，按照因果报应的自然规律，造善业者终得善报，造恶业者终得恶报。善多恶少者又在因缘和合下，多往生善道；反之善少恶多者多下堕恶道。大善之人多生在天道，大恶之人多下地狱。
佛教相信，任何人若严格遵守五戒，来世可得六根完整的人身。若在五戒上，再加行十善，即可生到天界。若要出轮回，也需要以五戒十善为基础，按四聖諦、八聖道、七覺分、十二因緣等佛法修行，最终取阿罗汉果及成就登地菩萨乃至成佛，便能不受後有，脫離輪迴。
原始佛教認為沒有一個常住不變的識神在流轉，其認為普羅在去世之後，對於性命的渴愛會驅使與該普羅有關的無明業力進入胎中而成為另一個普羅，下一輩子因而開始。

## 三善道
- 天道（天人）：受人间以上胜妙果报之所。因在人道的人守十善而生天的天人，可以飛翔、有神通，但是會有死亡，顯現天人五衰相，最終入輪迴。例如天帝釋示現「若」自身天人五衰時，自己將附神於驢胎不久即死胎後再復為天帝的公案，天帝釋並以此說明即使自己貴為天人之首位，仍需不斷精進[6]。
- 阿修羅道：大力神之生所。因常怀嗔心而好鬥，於天界向天神發起戰爭。
- 人道：人类之生所，有四洲之分。能稍修五戒、不殺生、不偷盜、不邪淫、不妄語、不飲酒，可生人道。

有些特殊的情況使得在三善道中福份不全，如天道中的五衰的天人，人道中貧苦殘弱者（例如慳吝不施來世即使生人道也可能得貧窮果報），阿修羅中被天神鎮壓者等。

## 三恶道
- 畜生道：傍生之生所。多以人界为依所，而眼可见。
- 餓鬼道：常求饭食之鬼类生处。与人界共处，而眼不可见。
- 地獄道：恶人受苦痛之处，在地下受八热八寒之苦。

有些特殊的情況，使得在三惡道中仍得享樂，此輩是生前積德甚多者，如畜生道中的神龍、地龍、金翅鳥，鬼道中的夜叉、羅剎，地獄道中的牛頭馬面鬼差等。

## 五道
初期佛教經典中，列名五趣（或五道，巴利語、梵語：pañca-gati）：「地獄、饿鬼、傍生、人、天」。後來，因對阿修羅歸屬何趣，有分歧的意見，而產生六趣（六道）之說。
在說一切有部和南傳上座部中，仍主張五趣，說一切有部認為阿修羅是鬼趣所攝，而南傳上座部認為與忉利天鬥爭的阿修羅是天趣，起尸阿修羅等墮苦處阿修羅是鬼趣。法藏部《舍利弗阿毘曇論》和犢子部《三法度論》列出人、天、三惡道，未特別言及阿修羅。大毘婆沙論和大智度論稱犢子部主張六趣。
正量部、大眾部、大乘佛教主張六趣，別立阿修羅為一趣。在大乘經中，時而說六趣，時而說五趣。《瑜伽師地論》以阿修羅為天趣，《佛地經論》謂阿修羅種類不定，或為天，或為鬼，或傍生。《楞嚴經》將阿修羅依卵、濕、胎、化四生分別歸入鬼、傍生、人、天。

## 七道
在大乘佛教教典《楞嚴經》中，六趣加上仙道 是為七趣:357，是依眾生所生的環境而言。《楞嚴經》宣稱身處於仙道的生靈可以被分為十種，分別是地行仙、飛行仙、遊行仙、空行仙、天行仙、通行仙、道行仙、照行仙、精行仙及絶行仙，祂們都是神通廣大的生靈，夀命能達千萬年，但不論是哪一種，由於祂們非常執着於對身心的修養，因而錯誤地運用心識來修煉，因此祂們不能夠像佛陀那樣成功脱離輪迴，故此終有一天祂們在享盡仙福之後 仍會散入六道之中。

## 艺术表现
有轮（羅馬化：bhavacakra，羅馬化：bhavacakka；藏語：སྲིད་པའི་འཁོར་ལོ་，威利转写：srid pa'i 'khor lo，THL：sipé khorlo），对六道轮回的视觉表现形式，形象比拟出三有、二十五有等生死迷界犹如转轮不息。常见於藏传佛教唐卡。